# Corticeus bicoloroides
Corticeus bicoloroides – gatunek chrząszcza z rodziny czarnuchowatych i podrodziny Diaperinae. Zamieszkuje Europę.

## Taksonomia
Takson ten opisany został po raz pierwszy w 1933 roku przez Jana Roubala pod nazwą Hypophloeus fasciatus f. bicoloroides, a więc jako forma barwna obecnego Corticeus fasciatus. Rangę osobnego gatunku nadał mu 1991 roku Petr Zábranský.

## Morfologia
Chrząszcz o mocno wydłużonym, walcowatym ciele długości od 3 do 4 mm, z wierzchu błyszczącym i nagim. Wykazuje cechy morfologiczne pośrednie pomiędzy C. bicolor i C. fasciatus. Głowa jest żółtobrunatna do rdzawobrunatnej. Czułki mają środkowy odcinek zbudowany z członów nieznacznie rozszerzonych i niemal kwadratowych. Przedplecze jest dłuższe niż szersze, smuklejsze niż u C. bicolor, ubarwione tak jak głowa, o wyraźnie szerszej od głowy krawędzi przedniej, dobrze zaznaczonych, kanciastych kątach przednich, prawie równoległych, niezaokrąglonych krawędziach bocznych i prostych kątach tylnych. Pokrywy są bezładnie punktowane, żółtobrunatne do rdzawobrunatnych z wyraźnie ciemniejszymi tylnymi 3/5.

## Ekologia i występowanie
Owad saproksyliczny, zaliczany do reliktów lasów pierwotnych. Zamieszkuje biało próchniejące drewno pni i grubszych konarów starych drzew liściastych, w tym buków, dębów i wierzb. Bytuje w korytarzach chrząszczy saproksylofagicznych, w tym kózkowatych z gatunków Aegosoma scabricorne, kozioróg dębosz, kozioróg długorogi i zmorsznik czarny, kruszczycowatych z gatunku Protaetia lugubris, jelonkowatych z gatunku ciołek matowy oraz kołatkowatych.
Gatunek palearktyczny, europejski, znany z Francji, Dolnej Saksonii i Tyrolu w Niemczech, Szwajcarii, Austrii, północnych Włoch, południowej Polski, Czech, Słowacji, Węgier i Rumunii. W Polsce odnaleziony został tylko na dwóch stanowiskach w pierwszej połowie XX wieku – w Lasach Murckowskich i na Pogórzu Przemyskim. Na „Czerwonej liście zwierząt ginących i zagrożonych w Polsce” umieszczony został jako gatunek zagrożony o niedostatecznie rozpoznanym statusie (DD). W Czechach jest bardzo rzadki i znany z nielicznych stanowisk. Na „Czerwonej liście gatunków zagrożonych Republiki Czeskiej” umieszczony został jako gatunek narażony na wymarcie (VU).